# Moldova-Sulița
Moldova-Sulița település Romániában, Bukovinában, Suceava megyében.

## Fekvése
A Moldova folyó völgyében, Pojoritától északnyugatra, Fundul Moldovei és Lucina közt fekvő település.

## Leírása
Az erdős Vejii Mari hegy lábánál fekvő laza szerkezetű település szétszórt tanyákból áll, melynek lakói a huculka táncról nevezetesek.
Érdekes népviseletük van: Asszonyaik földig érő kötényeket, himzett blúzokat, színes kendőket és szőrmével díszített kabátkákat hordanak. A férfiak hosszú szőrmekabátot és tollal díszített kalapot viselnek.
A község melletti természetvédelmi területen pedig botanikai ritkaság; a medveszőlő (arctostaphylos) terem.

## Lakossága
2002-ben 2084 lakosából 1855 román, 164 ukrán, 63 cigány volt.